# امشب (ترانه پینک‌پانترس)
«امشب» (به انگلیسی: Tonight) ترانه‌ای از خوانندهٔ انگلیسی پینک‌پانترس می‌باشد که در ۴ آوریل سال ۲۰۲۵ به‌عنوان تک‌آهنگ اصلی دومین میکس‌تیپ وی تحت عنوان چقدر غیرمنتظره (۲۰۲۵) منتشر گردید. این قطعه در ۱۱ آوریل سال ۲۰۲۵ برای پخش در رادیوهای ایتالیا در دسترس قرار گرفت. پینک‌پانترس این اثر را به‌همراهٔ آکسل آروید و کنت بالدر نوشته و تهیه نموده‌است. «امشب» از نظر موسیقایی یک قطعهٔ دنس-پاپ و بیس‌لاین که سینث‌سایزرها در آن به‌کار گرفته شده‌اند. این قطعه از تنظیمات ارکستری و بخش‌های زهی ترانه «آیا می‌دانی چی می‌بینم؟» از گروهٔ پنیک! ات د دیسکو که در آلبوم زیبا. عجیب. (۲۰۰۸) قرار دارد، نمونه‌برداری کرده است. در اشعار این ترانه، راوی با دلباخته‌اش لاس می‌زند و تلاش می‌کند به سمت روابط جنسی پیش رود.